# Leisu
Koordinaten: 58° 47′ N, 22° 31′ O
Leisu ist ein Dorf (estnisch küla) in der Landgemeinde Hiiumaa (bis 2017: Landgemeinde Emmaste). Es liegt auf der zweitgrößten estnischen Insel Hiiumaa (deutsch Dagö).

## Beschreibung
Leisu (deutsch Leiso) hat 16 Einwohner (Stand 31. Dezember 2011). Der Ort wurde erstmals 1564 als Einfüßlerstelle urkundlich erwähnt.

## Schulhaus
Das Schulhaus von Leisu war vor dem Zweiten Weltkrieg eine der größten Grundschulen der Insel. Mit der sowjetischen Besetzung Estlands wurde Hiiumaa zum Sperrgebiet erklärt. Immer mehr Esten verließen die Insel, so dass das Gebäude heute überdimensioniert wirkt. Später zog in die Klassenräume neben Schule und Bibliothek auch ein kleines Heimatmuseum. Das Haus steht unter Denkmalschutz.